# 細川貴常
細川 貴常（ほそかわ たかつね）は江戸時代の武将。和泉上守護・細川元常の末裔。

## 概要
[[[宝永]]2年（1705年）12月11日に次男の公常（後に貴常）の番代として60石3人扶持で東山天皇に仕えた。元文5年（1740年）3月9日に死去した。